# 르비우 오페라 발레 극장

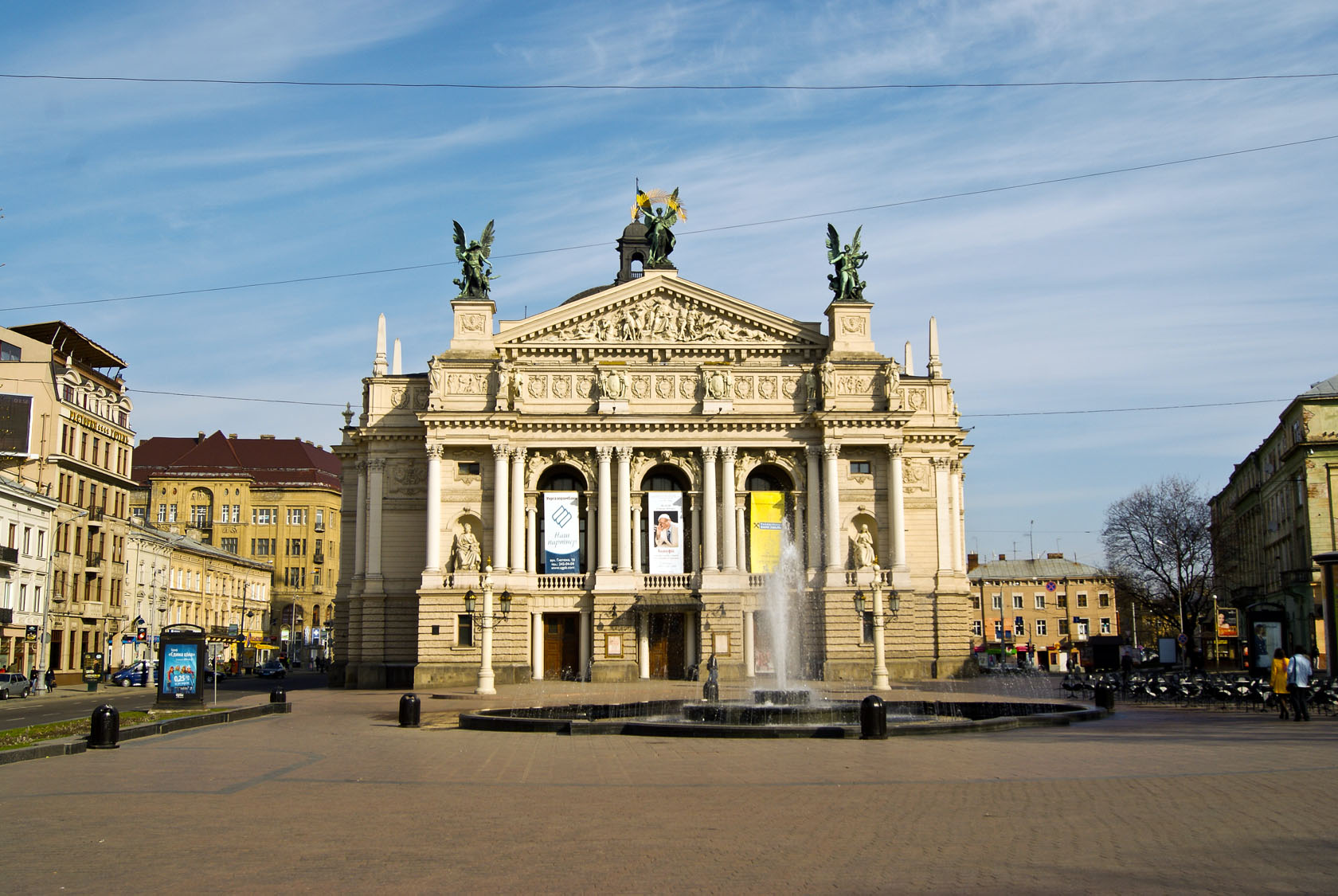
르비우 오페라 발레 극장

르비우 오페라 발레 극장은 우크라이나 르비우에 위치한 오페라 극장이다. 정식 명칭은 솔로미야 크루셸니츠카 르비우 국립 오페라 발레 극장(우크라이나어: Львівський Національний академічний театр опери та балету імені Соломії Крушельницької)이다. 우크라이나 국립 오페라 극장, 오데사 오페라 발레 극장, 도네츠크 국립 오페라 발레 극장과 함께 우크라이나의 4대 오페라 극장으로 여겨진다.
오스트리아-헝가리 제국 시대였던 1895년에 건축 디자인 공모전이 진행되었으며 지그문트 고르골레프스키(Zygmunt Gorgolewski)가 출품한 건축 디자인이 당선되었다. 1897년부터 1900년까지 극장 건설이 진행되었으며 설립 당시의 이름은 르비우 대극장(폴란드어: Teatr Wielki, 우크라이나어: Великий міський театр)이었다. 1939년에 르비우가 소련에 편입되면서 지금과 같은 이름으로 바뀌었다.
1956년에는 우크라이나의 시인인 이반 프란코를 기념하기 위한 차원에서 극장 이름을 이반 프란코 오페라 발레 극장으로 변경했다. 2000년에는 설립 100주년을 맞아 우크라이나의 소프라노인 솔로미야 크루셸니츠카를 기념하기 위한 차원에서 극장의 이름을 새로 명명했다.